# Warszawa Powązki
Warszawa Powązki – dwuperonowy przystanek osobowy PKP Polskich Linii Kolejowych położony na terenie warszawskiego osiedla Powązki na granicy dzielnic Żoliborz i Wola wzdłuż ulicy Duchnickiej, będący częścią kolei obwodowej w Warszawie. 
W 2022 roku dzienna wymiana pasażerska na przystanku wyniosła 300–499 osób.

## Opis
Przystanek został oddany do użytku 1 listopada 2019.
Wejście na przystanek jest możliwe z wiaduktu w ciągu ul. Powązkowskiej oraz z kładki dla pieszych, łączącej dzielnice Żoliborz i Wola, odpowiednio na wysokości ulic: Przasnyskiej i Słodowieckiej. 
Wiaty pokrywają 70% długości peronów, na których ustawiono ławki i gabloty informacyjne.

## Połączenia
| Przewoźnik         | Linia    | Trasa |       |
| ------------------ | -------- | --- | ----- |
| Koleje Mazowieckie | R80/RE80 | Warszawa Wschodnia/Warszawa Gdańska – Warszawa Powązki – Góra Kalwaria/Warka/Radom Główny/Skarżysko-Kamienna                     | [ 7 ] |
| Koleje Mazowieckie | R90/RE90 | Warszawa Zachodnia (peron 9) – Warszawa Powązki – Legionowo – Nowy Dwór Mazowiecki – Modlin – Nasielsk/Ciechanów/Mława/Działdowo | [ 8 ] |
| SKM Warszawa       | S4       | Zegrze Południowe – Warszawa Powązki – Piaseczno                                                                                 | [ 9 ] |
| SKM Warszawa       | S40      | Piaseczno - Warszawa Zachodnia (peron 9) – Warszawa Powązki –Wieliszew/Radzymin                                                  | [ 9 ] |